# Kaijin Kaihatsubu no Kuroitsu-san
Kaijin Kaihatsubu no Kuroitsu-san (怪人開発部の黒井津さん lit. Kuroitsu-san en el Departamento de Investigación y Desarrollo de Superhumanos?) es una serie de manga de comedia japonesa escrita e ilustrada por Hiroaki Mizusaki. Se ha serializado en línea a través del sitio web Comic Meteor de Flex Comix desde el 17 de abril de 2019 y se ha recopilado hasta el momento en cinco volúmenes tankōbon. Una adaptación de la serie a anime producida por el estudio Quad se estrenó en enero de 2022 en el bloque de programación ANiMAZiNG!!! de ABC y TV Asahi.

## Sipnosis
En todo Japón, hay organizaciones secretas malvadas que buscan conquistar el mundo y superhéroes que se levantan para desafiarlos. Una de esas organizaciones malvadas, Agastia, opera desde una base escondida debajo de una empresa fachada con sede en algún lugar de Tokio. Los intentos de Agastia de conquistar el mundo a menudo se ven frustrados por el superhéroe Divine Swordsman Blader. Esta historia se centra en la señorita Kuroitsu, asistente en el Departamento de Desarrollo de Monstruos de Agastia, responsable de crear un monstruo lo suficientemente poderoso como para derrotar a Blader de una vez por todas. Sin embargo, esta organización opera como cualquier gran corporación, ya que Kuroitsu y su Departamento se ven obligados a luchar por los recursos y la financiación con otros Departamentos de la organización, hacer propuestas a la junta para justificar sus costos o tratar con su líder.

## Personajes
Tōka Kuroitsu (黒井津 燈香 Kuroitsu Tōka?)
 Seiyū: Kaori Maeda
La titular Señorita Kuroitsu, asistente del Departamento de Desarrollo de Monstruos de la malvada sociedad secreta Agastia, que se ve obligada a equilibrar las demandas escandalosas y, a veces, contradictorias de sus superiores mientras intenta crear monstruos para luchar contra los enemigos de Agastia.
Wolf Bete (ウルフ・ベート Urufu Bēto?)
 Seiyū: Satomi Amano; Shōya Chiba (voz masculina)
Uno de los últimos monstruos de Agastia, un hombre lobo cuyo cuerpo cambió abruptamente a una chica lobo antes de completarse, después de que Akashic le exigiera a Bete que fuera "más linda". Después de sobrevivir a su batalla inicial con Blader, Bete fue transferido al Departamento de Desarrollo de Monstruos como otro asistente.
Hajime Sadamaki (佐田巻博士 Sadamaki Hakase?)
 Seiyū: Yūichirō Umehara
El superior de Kuroitsu, un profesor inteligente que suele llevar un visor de alta tecnología sobre los ojos. Sin embargo, su comportamiento relajado a menudo interfiere con su trabajo, lo que obliga a Kuroitsu a solucionar los problemas que surgen. Más tarde se revela que Hajime es el hermano mayor de Kenji, pero ninguno de los dos conoce la identidad secreta del otro.
Megistus (メギストス Megisutosu?)
 Seiyū: Tetsu Inada
El Jefe de Estado Mayor de Agastia cuya apariencia amenazadora esconde un temperamento pragmático. A menudo trabaja horas extras para que Agastia funcione sin problemas y no tiene miedo de ir en contra de Akashic cuando es necesario.
Akashic (アカシック Akashikku?)
 Seiyū: Mao Ichimichi
La líder de Agastia, una niña pequeña con una personalidad frívola que en secreto ejerce una fuerza inmensa.
Kenji Sadamaki (佐田巻 健司 Sadamaki Kenji?)
 Seiyū: Takuma Terashima
Un trabajador de una tienda de conveniencia de 22 años que es en secreto el superhéroe Divine Swordsman Blader contra el que lucha Agastia. Está enamorado de Kuroitsu, ya que ella es una invitada frecuente en su tienda, pero desconoce su verdadero trabajo. Más tarde se reveló que era el hermano menor del Doctor Sadamaki, pero ninguno de los hermanos conoce la identidad secreta del otro.
Inmortal Camula (カミュラ Kamyura?)
 Seiyū: Ayana Taketatsu
Una dama vampiro aparentemente inmortal conocida como la "Ejecutiva celular pluripotente" de Agastia. Se enorgullece de su trabajo y de su capacidad para auditar los departamentos que están debajo de ella. Fuera del trabajo, es secretamente una gran admiradora de cierto grupo de idols.
Cannon Thunderbird (カノン・サンダーバード Kanon Sandābādo?)
 Seiyū: Shun'ichi Toki
Un monstruo diseñado por contrato. Inicialmente, era un robot gigante con cañones de riel y habilidades de ataque con truenos, pero en el transcurso del desarrollo y varias reuniones entre los departamentos de Agastia, se redujo en gran medida hasta que finalmente se lanzó como un gran pájaro amarillo robótico con un visor adjunto.
Hidra (ヒュドラ Hyudora?)
 Seiyū: Fumi Aikawa
Otro de los monstruos de Kuroitsu que fue reducido debido a limitaciones de tiempo y presupuesto. Originalmente diseñado como un monstruo con habilidades de regeneración y ocho cabezas adicionales que escupen veneno, el veneno se eliminó del producto final e incluso después de las revisiones, solo se agregaron cuatro cabezas adicionales. Además, cada jefe tiene una personalidad separada y, a menudo, discuten entre sí.
Karen Mizuki (水木香恋 Mizuki Karen?)
 Seiyū: Yurie Kozakai
Una trabajadora subcontratada de una zona rural de Japón que se mudó a Tokio por trabajo, accidentalmente se convierte en una secuaz de bajo nivel para diferentes villanos bajo Matsuyama.
Heiki Matsuyama (松山平気 Matsuyama Heiki?)
 Seiyū: Nao Shiraki
Un capataz de la "Agencia Temporal del Personal de la Muerte" que proporciona a diferentes organizaciones malvadas en Japón con secuaces de bajo nivel.
Reo Shikishima (式島怜央 Shikishima Reo?) / Magia Rose (マギアローゼ Magia Rōze?)
 Seiyū: Yukari Tamura
La miembro del dúo femenino Magical Girls: Pilia Magia. Es una chica increíblemente malhumorada.
Yūto Higatani (賀谷雄杜 Higatani Yūto?) / Magia Zwart (マギアズワルト Magia Zuwaruto?)
 Seiyū: Yui Horie
La miembro del dúo femenino Magical Girls: Pilia Magia. Su apariencia normal es un chico más alto que es compañero de clase de Reo, mientras que su apariencia de mahō shōjo es el de una chica un poco más baja pero con pechos más grandes que Reo, lo que la pone celosa.
Koharu Hōen (峰円小春 Hōen Koharu?)
 Seiyū: Arisa Komiya
Excompañero de clase de Sadamaki que dirige el Departamento de Desarrollo de Monstruos para Black Lore.
Elbakki (エルバッキー Erubakkī?)
 Seiyū: Hitomi Harada
La asistente de Hōen que disfruta molestar a Wolf Bete cada vez que se encuentran. Ella parece sentirse atraída por Wolf Bete tras darse cuenta de su verdadera identidad de género.
Melty (メルティ Meruti?)
 Seiyū: Miyu Tomita
Un monstruo compuesto de chocolate casero con la esperanza de crear un monstruo temático del Día de San Valentín para luchar contra Blader. Melty fue desechada más tarde después de que se reveló que el chocolate que se usó para hacerla estaba incrustado con piezas de metal. Sin embargo, el Departamento de Desarrollo de Monstruos mantuvo el diseño de Melty y la presenta en varias ocasiones.
General del Manto Rojo (赤マント将軍 Manto Shōgun?)
 Seiyū: Shigeru Chiba
Un gerente intermedio que trabaja para Black Lore y cumple los deseos de su líder. Después de ser golpeado por el ataque psíquico de Bull Head, inmediatamente abandonó la empresa.
Gran líder Kaiser Lore (総帥カイザーロアじる Sōsui Kaizā Roajiru?)
 Seiyū: Hidekatsu Shibata
El líder de la malvada organización Black Lore.

## Media

### Manga
Kaijin Kaihatsubu no Kuroitsu-san está escrito e ilustrado por Hiroaki Mizusaki. se publicó por primera vez como one-shot  en el sitio web Comic Meteor de Flex Comix el 17 de abril de 2019. Su serialización completa comenzó en la misma plataforma el 7 de octubre de 2020.
| Volúmenes de manga publicados | Volúmenes de manga publicados | Volúmenes de manga publicados |
| Número                        | Fecha de publicación          | ISBN                          |
| ----------------------------- | ----------------------------- | ----------------------------- |
| 1                             | 12 de enero de 2021           | ISBN 978-4866751337           |
| 2                             | 12 de julio de 2021           | ISBN 978-4866751559           |
| 3                             | 12 de octubre de 2021         | ISBN 978-4866751719           |
| 4                             | 12 de febrero de 2022         | ISBN 978-4866751931           |
| 5                             | 8 de agosto de 2022           | ISBN 978-4866752365           |

### Anime
En julio de 2021, Flex Comix anunció una adaptación al anime de la serie. Más tarde se reveló que será producida por el estudio Quad y dirigida por Hisashi Saitō, con Katsuhiko Takayama supervisando los guiones de la serie, Kazuya Morimae diseñando los personajes y manzo componiendo la música. Se estrenará el 9 de enero de 2022 en el bloque de programación ANiMAZiNG!!! de ABC y TV Asahi. AXXX1S interpretará el tema de apertura «Special force», mientras que Maybe Me interpretará los temas de cierre «Aimai Identity» (曖昧あいでんてぃてぃ?) y «Destiny». Crunchyroll obtuvo la licencia de la serie fuera de Asia.